# Modello 01 LMAT

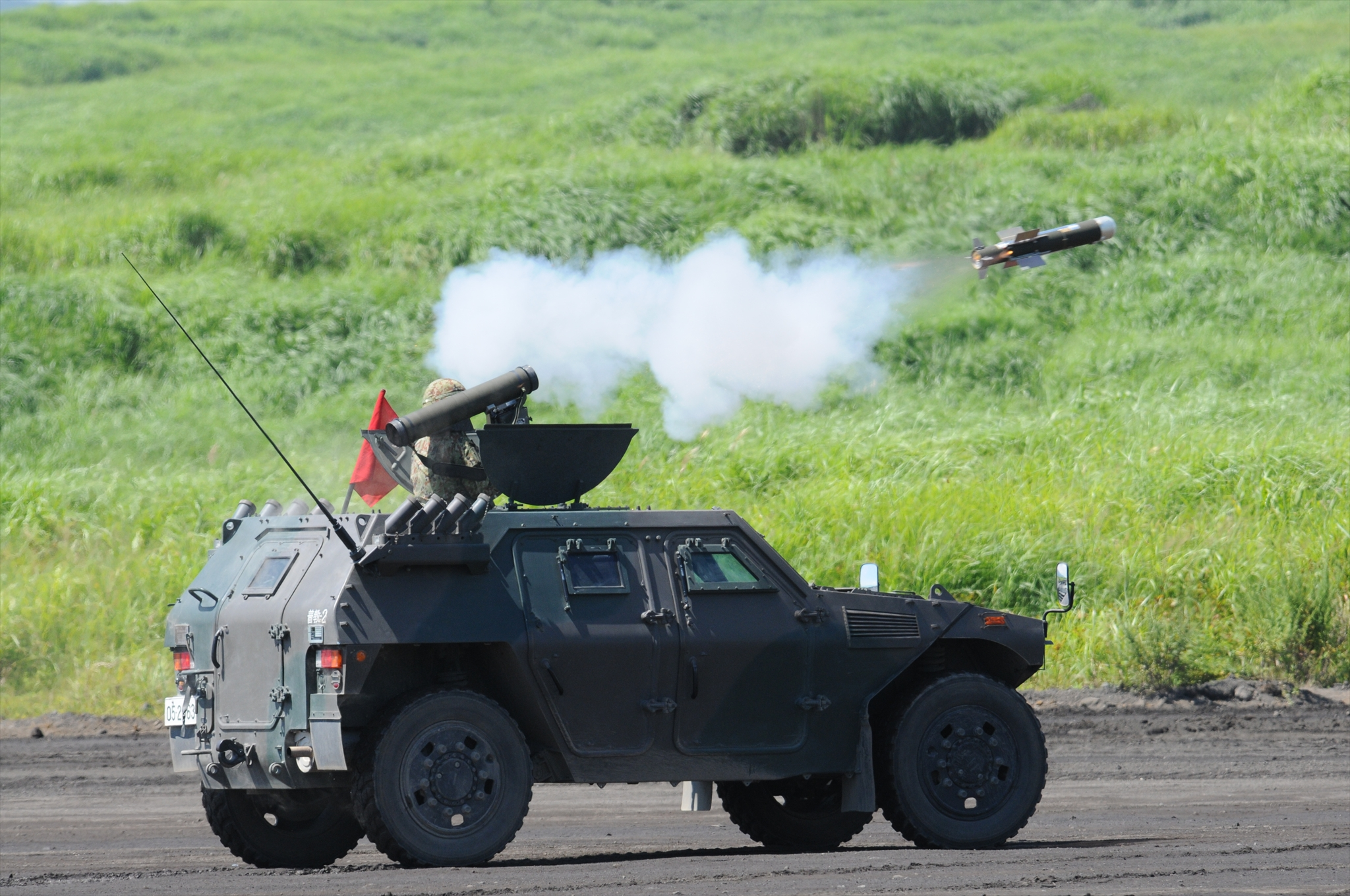
Lancio del missile anticarro LMAT da un veicolo Komatsu LAV.

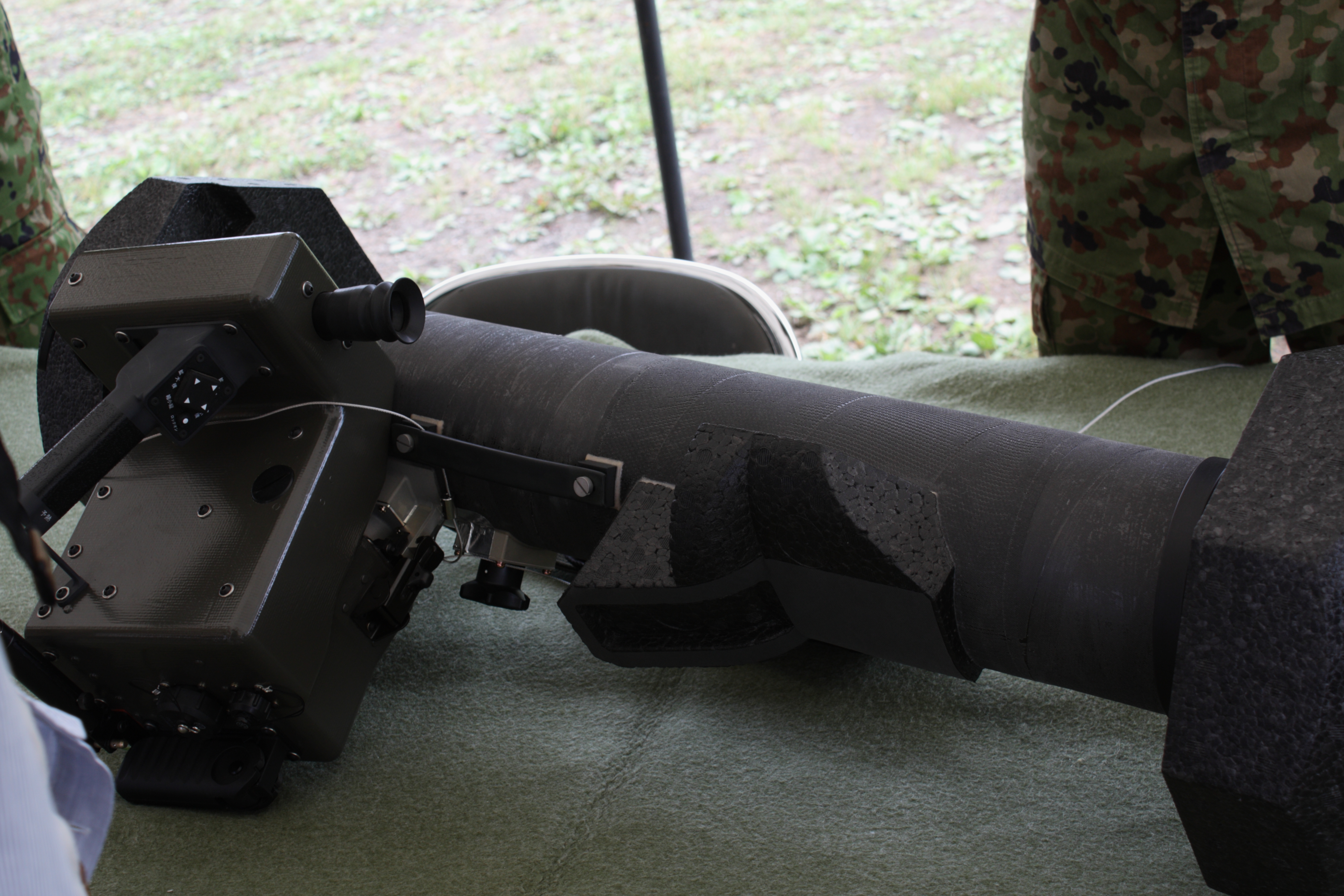
Il lanciamissili Type 01.

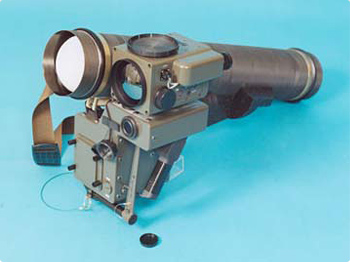
Il missile anticarro Type 01 LMAT con il suo sistema di puntamento.

Il Type 01 LMAT (01式軽対戦車誘導弾?, Maruhito shiki kei tai sensha yūdōdan) è un missile anticarro leggero portatile giapponese, di tipo fire-and-forget. Lo sviluppo è iniziato nel 1993 presso Kawasaki Heavy Industries e l'entrata in servizio risale al 2001.

Durante lo sviluppo il prototipo del missile ricevette il nome in codice XATM-5, e in seguito venne adottato il nome della versione definitiva ATM-5.

## Storia del progetto
Lo sviluppo è iniziato nel 1993 da parte di Kawasaki Heavy Industries, che era l'appaltatore principale, e nel 1997 sono stati costruiti i prototipi, con la produzione di massa e l'entrata in servizio nel 2001.  Il sensore di immagini all'infrarosso è stato sviluppato da NEC, e utilizza una avanzata tecnologia che non necessita di raffreddamento.  Fra i requisiti della specifica si chiedeva inoltre che il missile fosse dotato di un sistema di espulsione e propulsione che permettesse l'impiego dai veicoli.
La sigla LMAT significa Light Missile Anti-Tank (in lingua giapponese kei tai sensha yūdōdan).

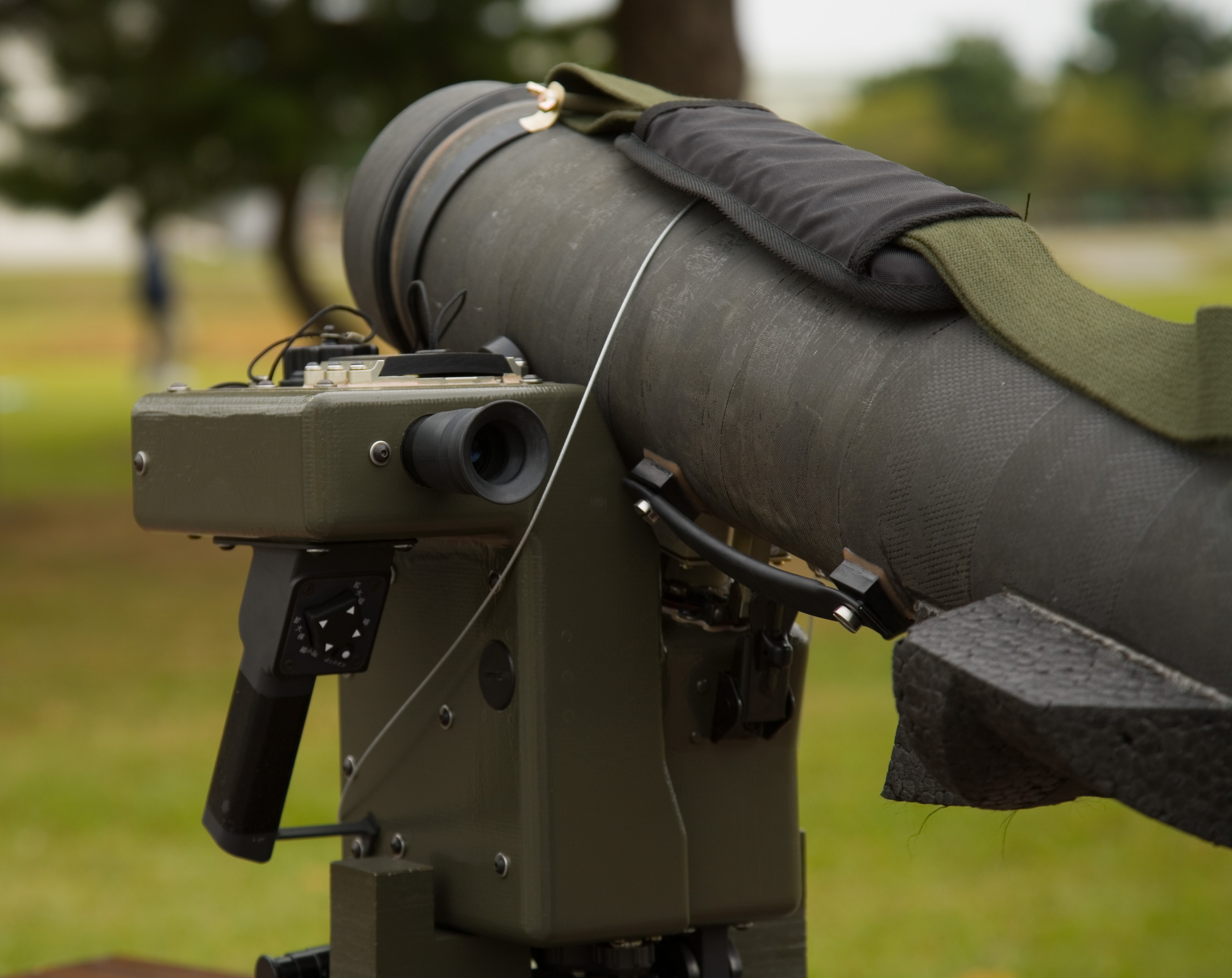
Il missile LMAT nel suo tubo lanciatore e il mirino del sistema di puntamento.

## Caratteristiche
Il Type 01 LMAT è un sistema missilistico anticarro molto sofisticato, del genere fire-and-forget, che può essere lanciato in maniera da essere guidato da solo sul bersaglio, lasciando l'operatore libero di impegnarsi in altre attività. Il sistema di guida utilizza una camera termografica che elabora immagini all'infrarosso, distinguendo e identificando il bersaglio attraverso la sua sagoma.

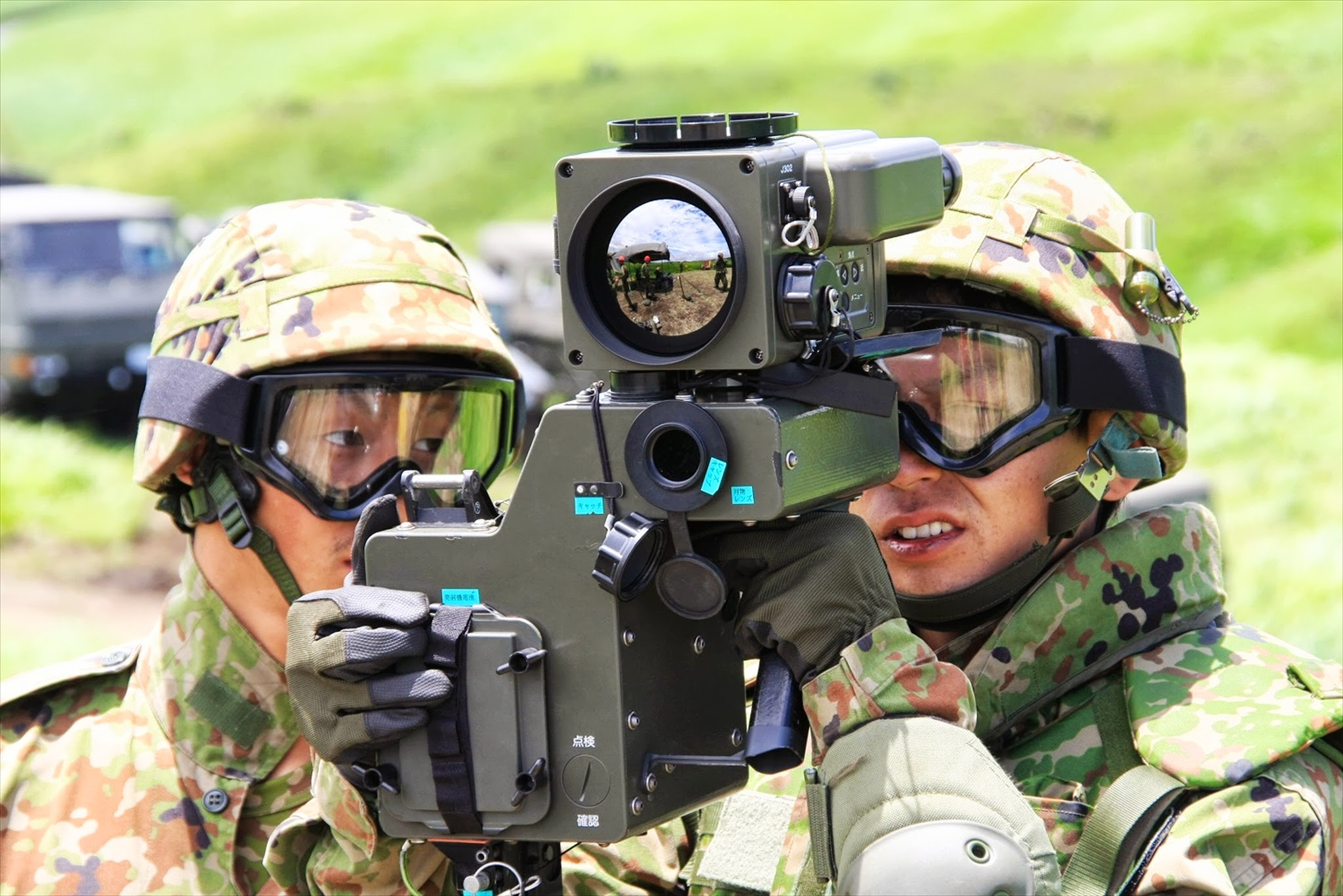
La sofisticata camera termografica del sistema di puntamento.

La testata del missile è composta da due cariche cave poste in tandem che permettono di penetrare qualsiasi protezione per le armi anticarro.

## Operatori
- Giappone: JGSDF 1073 esemplari (dati del 2010).

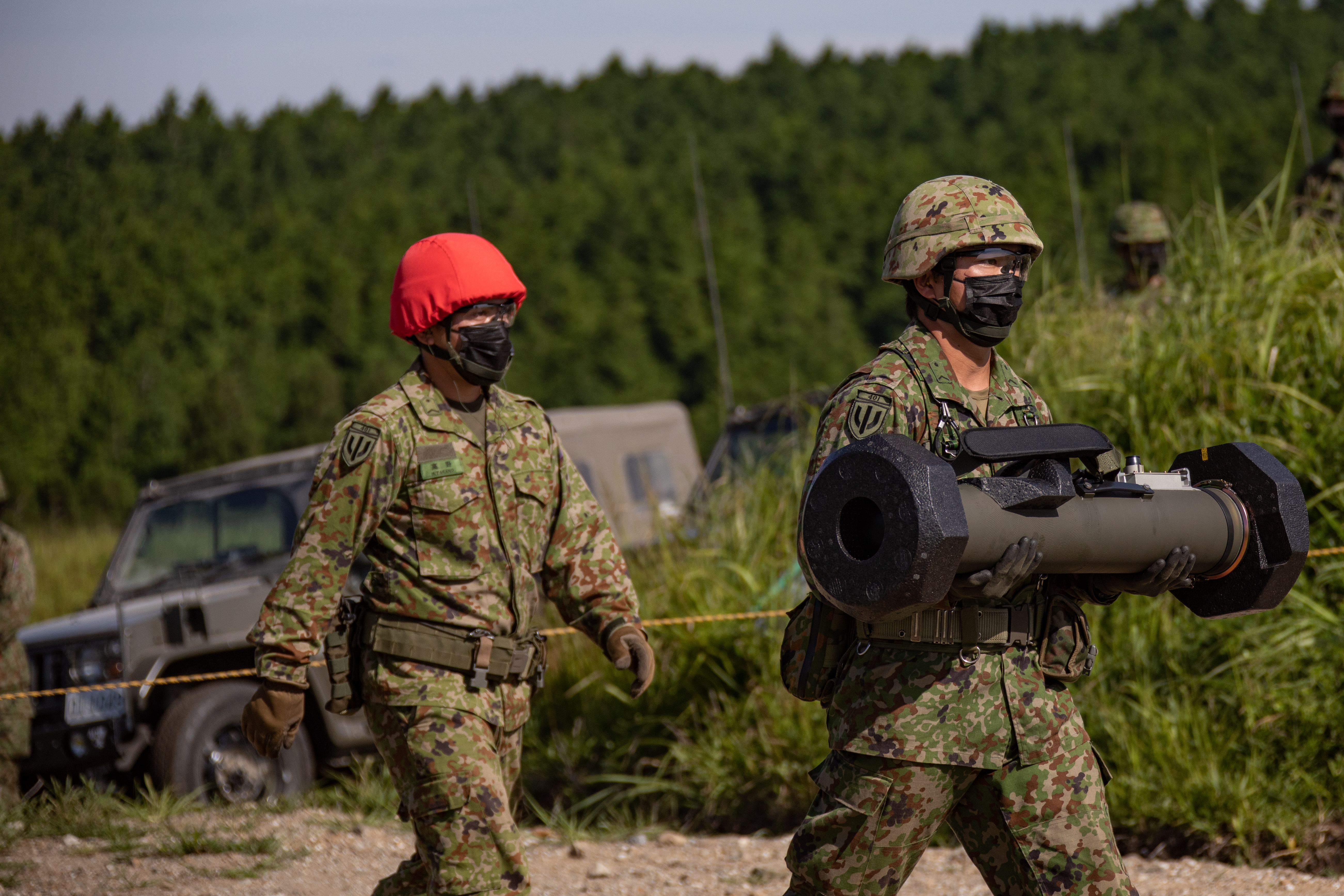
Soldati giapponesi trasportano il missile LMAT durante l'esercitazione Orient Shield.

Presso la 1ª Brigata paracadutisti è in dotazione come principale arma anticarro.
Nei reparti giapponesi il Type 01 LMAT ha affiancato altri modelli di missili anticarro con caratteristiche diverse, come il Type 79 Jyu-MAT e il Type 87 Chu-MAT, senza sostituirli completamente a causa delle differenti caratteristiche e modalità di impiego.